# Лукаре (Приштина)
Лукаре (алб. Llukar) је насељено место у граду Приштини, на Косову и Метохији. Према попису из 2024. у насељу је живело 1.719 становника.

## Становништво
Према попису из 2011. године, Лукаре има следећи етнички састав становништва:
| Националност | 2011.          |
| Албанци      | 1.579 (100.0%) |
| Укупно       | 1.579          |

| Демографија | Демографија | Демографија |
| Година      | Становника  | Становника  |
| ----------- | ----------- | ----------- |
| 1948.       | 316         |             |
| 1953.       | 369         |             |
| 1961.       | 429         |             |
| 1971.       | 531         |             |
| 1981.       | 646         |             |
| 1991.       | 720         |             |
| 2011.       | 1.579       |             |